# Яхимович Теодор

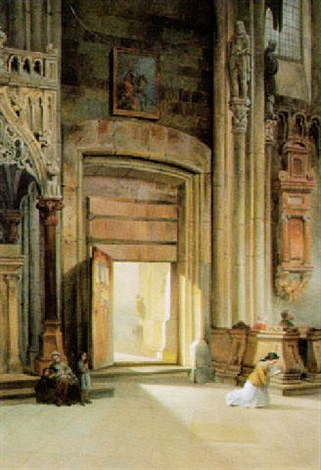

Теодо́р Яхимо́вич  (* 15 березня 1800, Белзець, тепер Гончарівка, Золочівського повіту — †14 квітня1889, Відень) — український митець-маляр, театральний декоратор.

## Біографія
Походив з греко-католицької священичої родини, яка у 19 столітті дала Галичині львівського митрополита Григорія Яхимовича. Студіював у Віденській Академії Мистецтв, яку закінчив 1828 р. і став декоратором віденських театрів, у 1851—1871 рр. був головним митцем Цісарської опери. Його оформлення сцен використовувалося до знищення будинку опери за Другої світової війни (1945 р.).
Крім праці в театрі, Яхимович намалював чимало жанрових та історичних картин, краєвидів. Серед інших: «Геройство Давида» (1841), «Марія і Магдалена» (1842), «Середина церкви Шярів у Відні», «Хрищення Христа в Йордані» (1849, до кінця війни в єпископській палаті в Перемишлі), «Середина церкви св. Стефана у Відні» (1860), «Середина Марійського костьолу в Кракові» (1881) та ін. Яхимович намалював також 75 образів для іконостасу церкви у Лівані й численні портрети, в тому числі родинні, які зберігаються в його нащадків в Австрії. Яхимович був видатним представником класично-академічного мистецтва, типового для його доби і для столичного Відня, якому підлягала тоді Галичина, позбавлена середовища, здатного утримувати митця такого формату.